# Mijaíl Boyarski
Mijaíll Serguéievich Boyarsky (en ruso: Михаи́л Серге́евич Боя́рский; n. 26 de diciembre de 1949, Leningrado) es un actor y cantante ruso. Alcanzó gran notoriedad por su papel de d'Artagnan en la película d'Artagnan y los Tres Mosqueteros (1978) y sus secuelas (1992, 1993). También fue un destacado cantante en la Unión Soviética en los años 1980 e hizo multitud de giras. Fue condecorado como Artista Honorable de la República Socialista Federativa Soviética de Rusia (1984) y Artista del Pueblo de Rusia (1990).

## Biografía
Mijaíl Boyarsky nació en la familia de Serguéi Boyarsky y Ekaterina Milénteva, ambos actores del Teatro Komissarzhévskaya.  Estudió piano en una escuela de música afiliada al Conservatorio. Después de la escuela, Boyarsky entró en el Instituto de Teatro de la Música y el Cine de Leningrado, terminando en 1972 y comenzó a trabajar en el Teatro Lensovet para Ígor Vladímirov.
En el cine, el actor hizo su debut en Bridges y Solómennaya shlyapka (el sombrero de paja) en 1974, dándose a conocer en 1975 con su papel en el Hijo Mayor. Disfrutó de mayor popularidad en el papel principal de Trobador en el teatro musical El Trobador y sus amigos, con la princesa interpretada por Larisa Luppian, que pronto se convirtió en su esposa. En 1976, interpretó el gran lobo malo de la película Ma-ma.
Su popularidad realmente creció en 1978 cuando Boyarsky actuó en la película musical d'Artagnan y los Tres Mosqueteros. Protagonizó, posteriormente, dos secuelas de la película.
Está casado con Larissa Luppian, que tiene un hijo, Serguéi Boyarsky (nacido en 1979), y una hija, la también actriz Elizaveta Boyárskaya (nacida el 20 de diciembre de 1985).

## Honores y premios
- Orden al mérito por la Patria 4ª clase
- Orden de la Amistad
- Medalla en "Conmemoración del 300º aniversario de San Petersburgo
- Artista del Pueblo de la Rusia Soviética
- Artista Honorable de la Rusia Soviética

## Filmografía
| Cine/TV                                                           | Año    | Papel                                  | Notas                                                        |
| ----------------------------------------------------------------- | ------ | -------------------------------------- | ------------------------------------------------------------ |
| Sherlock Holmes                                                   | (2012) | Inspector Lestrade                     | Serie de televisión                                          |
| Peter the Great. Last will                                        | (2011) | Dimitrie Cantemir                      | Miniserie de televisión                                      |
| Tarás Bulba                                                       | (2009) | Moiséi Shilo                           | Basado en la novela de Nikolái Gógol                         |
| El regreso de los mosqueteros, o Los Tesoros del cardenal Mazarin | (2009) | d'Artagnan                             |                                                              |
| Schastliviy                                                       | (2005) |                                        | Miniserie de televisión ... aka Lucky                        |
| El idiota                                                         | (2003) | Keller                                 | Miniserie de televisión                                      |
| Plachu vperyod!                                                   | (2001) | Mikhail Raspyatov, un actor            | aka ... I Pay in Advance!                                    |
| Novye Bremenskiye                                                 | (2000) | King                                   |                                                              |
| Zal ozhidaniya                                                    | (1998) | Vitya                                  | Serie de televisión ... aka the Waiting Room                 |
| Koroleva Margo                                                    | (1996) | Maurevel (Morvel)                      | Serie de televisión ... aka Queen Margot                     |
| Tayna korolevy Anny ili mushketyory 30 let spustya                | (1993) | d'Artagnan                             | aka The Secret of Queen Anna or Musketeers 30 Years Later    |
| Mushketyory 20 let spustya                                        | (1992) | d'Artagnan                             | aka Musketeers 20 Years Later                                |
| Tartyuf                                                           | (1992) | Tartuffe                               | (TV) ... aka Tartuffe                                        |
| Choknute                                                          | (1991) | Nikolai I, el zar                      | aka Crazies                                                  |
| Vivat, gardemariny!                                               | (1991) | de Brillieu                            | aka Vivat, Midshipmen!                                       |
| Don Sezar de Bazan                                                | (1989) | Don César                              | (TV) aka Don César de Bazan                                  |
| Iskusstvo zhit' v Odesse                                          | (1989) | M. Boyarsky                            | aka The Art of Living in Odessa                              |
| Uznik zamka If                                                    | (1988) | Fernan Mondego, conde de Morcerf       | aka The Count of Monte-Cristo, aka The Prisoner of If Castle |
| A Man from the Boulevard des Capucines                            | (1987) | Cherny (Black)                         |                                                              |
| Gardemariny, vperyod!                                             | (1987) | Chevalier de Brillieu                  | Miniserie de televisión ... aka Midshipmen, Charge!          |
| Vyshe radugi                                                      | (1986) | Alik's Dad                             | (TV) ... aka Above the Rainbow                               |
| Gum-gam                                                           | (1985) |                                        |                                                              |
| Geroy eyo romana                                                  | (1984) |                                        | aka Hero of Her Romance                                      |
| Lishniy bilet                                                     | (1983) |                                        | aka Extra Ticket                                             |
| Peppi Dlinniy Chulok                                              | (1982) | Captain Dlinniy Chulok, Peppi's father | (TV) aka Pippi Longstocking                                  |
| Tamozhnya                                                         | (1982) | Yuri Khorunzhev                        | aka Customs                                                  |
| Dusha                                                             | (1981) |                                        | aka Soul                                                     |
| Kuda on denetsya!                                                 | (1981) |                                        |                                                              |
| Nesravnennyy Nakonechnikov                                        | (1981) |                                        | aka The Incomparable Nakonechnikov                           |
| Letuchiy korabl                                                   | (1979) | (voice)                                | aka Flying Ship                                              |
| Svatovstvo gusara                                                 | (1979) |                                        | (TV)                                                         |
| d'Artagnan y los Tres Mosqueteros                                 | (1978) | D'Artagnan                             | Miniserie de televisión                                      |
| Komissiya po rassledovaniyu                                       | (1978) |                                        | aka The Investigation Commission                             |
| Poka bezumstvuyet mechta                                          | (1978) |                                        | aka While the Dream Is Raving                                |
| Povar i pevitsa                                                   | (1978) | (voice) Barmaleyev                     | aka A Cook and a Singer                                      |
| Sobaka na sene                                                    | (1977) | Teodoro                                | (TV) ... aka Dog on the Hay; aka The Dog in the Manger       |
| Dikiy Gavrila                                                     | (1976) |                                        |                                                              |
| Goluboy shchenok                                                  | (1976) | Pirate (voice)                         | aka Blue Puppy                                               |
| Kak Ivanushka-durachok za chudom khodil                           | (1976) | Konokrad                               | aka How Ivanushka the Fool Travelled in Search of Wonder     |
| Ma-ma                                                             | (1976) | Titi Suru el lobo                      | aka Mummy; aka Rock'n Roll Wolf                              |
| Poezd pamyati                                                     | (1976) | (voice)                                |                                                              |
| Sentimentalnyy roman                                              | (1976) |                                        | aka Sentimental Romance                                      |
| Novogodnie priklyucheniya Mashi i Viti                            | (1975) | Kot Matvey                             | (TV)                                                         |
| Starshiy syn                                                      | (1975) | Silva                                  | aka Elder Son                                                |
| Solomennaya shlyapka                                              | (1974) | M. Boyarsky                            | Miniserie de televisión ... aka The Straw Hat (USA)          |
| Truffaldino iz Bergamo                                            | (1972) | Truffaldino (voz) (sin créditos)       | aka Truffaldino from Bergamo                                 |